# كليفورد ارين أشلي
كليفورد ارين أشلي (بالإنجليزية: Clifford Warren Ashley) (و. 1881 – 1947 م) هو رسام، وكاتب أمريكي، ولد في نيو بدفورد، توفي عن عمر يناهز 66 عاماً.